# Jack Bezzant
John William „Jack“ Bezzant (* 19. Februar 1891 in Swindon; † 16. Juni 1964 ebenda) war ein britischer Autorennfahrer.

## Karriere
Jack Bezzant war in den späten 1920er- und frühen 1930er-Jahren als Werksfahrer von Aston Martin aktiv. Er startete regelmäßig bei Sportwagenrennen auf der Rennbahn von Brooklands und war dreimal beim 24-Stunden-Rennen von Le Mans am Start.
Seine besten Platzierungen waren die fünften und sechsten Ränge beim 2 × 12-Stunden-Rennen von Brooklands 1929 und 1931. Beide Male war Augustus Bertelli sein Teamkollege. Alle drei Le-Mans-Einsätze endeten nach Ausfällen vorzeitig. 

## Statistik

### Le-Mans-Ergebnisse
| Jahr | Team              | Fahrzeug                      | Teamkollege     | Platzierung | Ausfallgrund      |
| ---- | ----------------- | ----------------------------- | --------------- | ----------- | ----------------- |
| 1928 | Aston Martin Ltd. | Aston Martin International    | Cyril Paul      | Ausfall     | Getriebeschaden   |
| 1931 | Aston Martin Ltd. | Aston Martin 1½ International | Humphrey Cook   | Ausfall     | Chassis gebrochen |
| 1932 | Aston Martin Ltd. | Aston Martin 1½ Le Mans       | Kenneth Peacock | Ausfall     | Ventilschaden     |